# Saint-Estève-Janson
Saint-Estève-Janson è un comune francese di 356 abitanti situato nel dipartimento delle Bocche del Rodano della regione della Provenza-Alpi-Costa Azzurra.

## Società

### Evoluzione demografica
Abitanti censiti